# Science-Fiction-Jahr 2014
Übersicht

◄◄ | ◄ | 2010 | 2011 | 2012 | 2013 | Science-Fiction-Jahr 2014 | 2015 | 2016 | 2017 | 2018 | ► | ►►

Weitere Ereignisse

## Ereignisse
- Der Retro Hugo Award für das Jahr 1938 wurden verliehen.